# Manuscritos del Mar Muerto
Los Manuscritos del Mar Muerto o Rollos de Qumrán, llamados así por haberse encontrado en cuevas situadas en Qumrán, Cisjordania, a orillas del mar Muerto, son una colección de 972 manuscritos. La mayoría datan del año 250 a. C. al año 66 d. C., años antes de la destrucción del Segundo Templo de Jerusalén.

## Visión general
Los manuscritos están redactados en hebreo casi en su totalidad, solo con algunos ejemplares en arameo y griego. Los primeros siete manuscritos fueron descubiertos accidentalmente por unos pastores beduinos en 1947, en una cueva en las cercanías de las ruinas de Qumrán, en la orilla noroccidental del mar Muerto, los pastores se encontraban buscando una cabra extraviada y al lanzar una piedra dentro de la cueva para asustar al animal, sintieron que la piedra golpeó vasijas de cerámica, y así encontraron los recipientes donde se resguardaron estos papiros. Posteriormente, hasta el año 1956, se encontraron manuscritos en un total de once cuevas de la misma región.
Algunos de estos manuscritos constituyen el testimonio más antiguo del texto bíblico encontrado hasta la fecha. En Qumrán se han descubierto aproximadamente doscientas copias, la mayoría muy fragmentadas, de todos los libros de la Biblia hebrea, con excepción del Libro de Ester (aunque tampoco se han hallado fragmentos de Nehemías, que en la Biblia hebrea forma parte del Libro de Esdras). Del Libro de Isaías se ha encontrado un ejemplar completo.
Otra parte de los manuscritos son libros no incluidos en el canon del Tanaj, comentarios, calendarios, oraciones y normas de una comunidad religiosa judía que la mayoría de expertos identifica con los esenios. La mayoría de los manuscritos están hoy en el Museo de Israel y en el Museo Rockefeller (ambos en Jerusalén), así como en el Museo Arqueológico de Jordania (en Amán). Otros pocos se encuentran en la Biblioteca Nacional de Francia (en París), o en manos privadas, como la Colección Schøyen (en Noruega).
En 2020 el Museo de la Biblia de Washington D. C. anunció que los dieciséis fragmentos que se hallan en dicho museo son falsificaciones realizadas en el siglo XX. Los nuevos hallazgos no ponen en duda los miles de fragmentos reales, la mayoría de los cuales yacen en el Santuario del Libro, parte del Museo de Israel.

## Descubrimiento
A lo largo de los años, en la región se han descubierto en distintas circunstancias vasijas de barro con manuscritos bíblicos y otros escritos en hebreo y en griego. Uno de estos hallazgos fue realizado por Orígenes en el año 217 cerca de Jericó, cuando encontró unos manuscritos dentro de una vasija y utilizó algunos de los salmos contenidos allí. Posteriormente, en el siglo IX, se supo de otro hallazgo realizado por judíos que informaron de ello a una iglesia cristiana.
Los primeros siete rollos de pergamino, que con certeza proceden de Qumrán, los encontraron por casualidad dos pastores beduinos de la tribu Ta'amireh en 1947 en una de las cuevas mientras perseguían a una de sus cabras. Estos rollos se vendieron (troceados, para aumentar su precio) a dos anticuarios de Belén. Cuatro de ellos se revendieron por una pequeña cantidad al archimandrita del monasterio sirio-ortodoxo de San Marcos en Jerusalén, Atanasio Josué Samuel (más conocido como Mar Samuel). Los tres siguientes terminaron en manos del profesor judío Eleazar Sukenik, arqueólogo de la Universidad Hebrea de Jerusalén, quien, dándose cuenta de su valor, los compró en 1954. Posteriormente, se publicaron copias de los rollos, despertando un interés masivo por parte de arqueólogos bíblicos. La publicación de las copias daría como resultado el hallazgo de otros seiscientos pergaminos y cientos de fragmentos más.
Lo más importante del hallazgo es la antigüedad de los manuscritos, que en su mayoría datan de entre los años 250 a. C. y 66 d. C. Esto los sitúa entre los textos más antiguos del Tanaj o Antiguo Testamento bíblico disponibles en lengua hebrea; y también permite estudiar importantes fuentes teológicas y organizativas del judaísmo y del cristianismo. Se cree que los ocultaron los esenios para preservarlos de la guerra de los romanos contra los rebeldes judíos en aquellos años.
Debido a las once cuevas en las que fueron hallados, la denominación de cada fragmento se hizo indicando primero el número de la cueva en la que fue hallado, seguido por la letra Q (o sea 1Q, 2Q, 3Q, etcétera). 
En febrero de 2017, arqueólogos de la Universidad Hebrea de Jerusalén anunciaron el descubrimiento de la cueva número doce en unas colinas al oeste de Qumrán, cerca de la orilla noroeste del Mar Muerto. Si bien no se encontraron manuscritos en la cueva, se hallaron frascos de almacenamiento vacíos. Estos estaban rotos y se presume que el contenido se retiró con anterioridad. Además, se encontraron hachas de hierro que serían de alrededor del año 1950, lo que da a entender que la cueva fue saqueada.

## Biblioteca

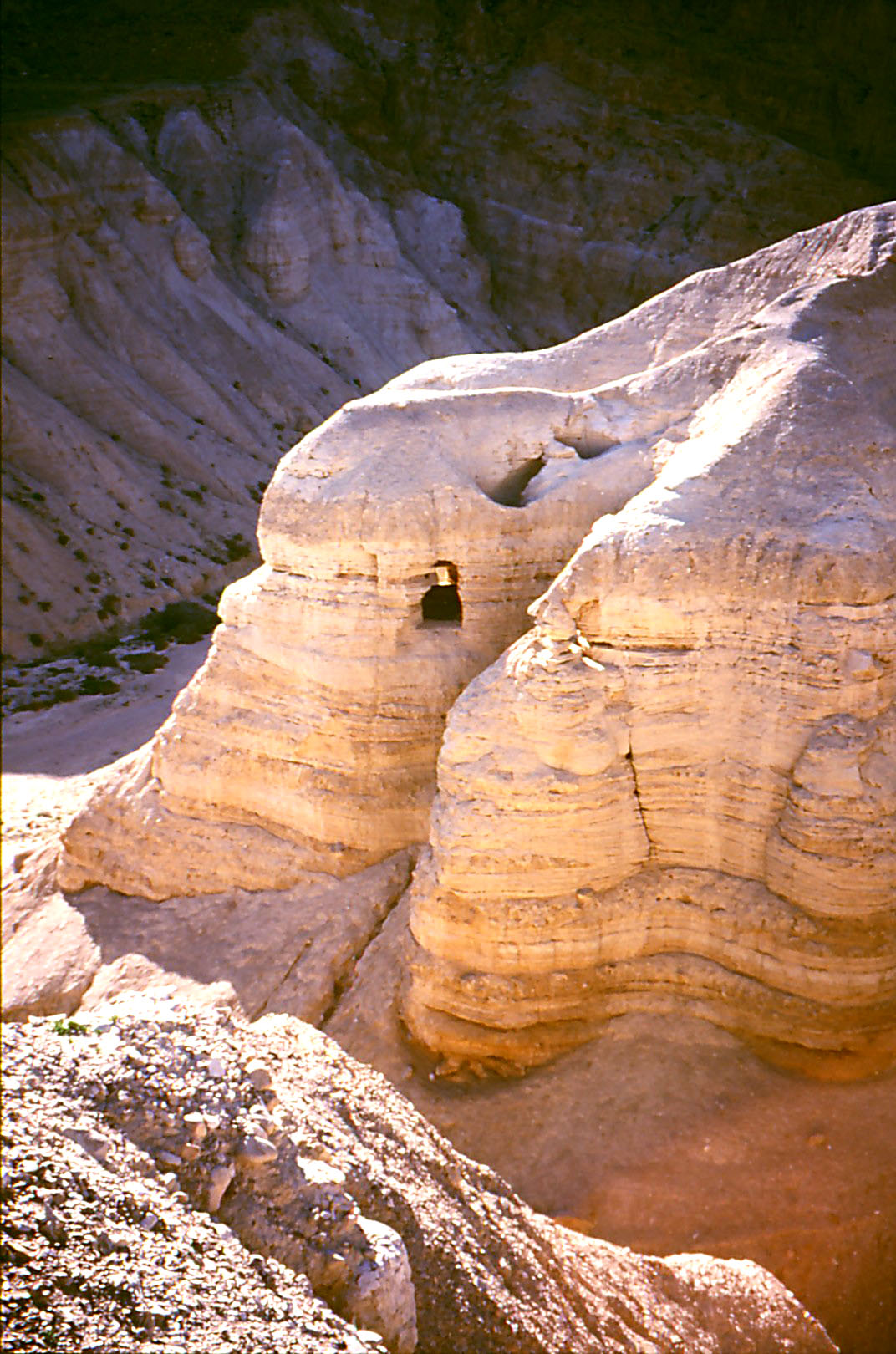
Cuevas cercanas a Qumrán.

Entre los manuscritos hallados en las cuevas se encuentran:
- Libros del Tanaj o Antiguo Testamento, incluida una versión más extensa del Libro I de Samuel.
- Libros apócrifos del Antiguo Testamento, como el Libro de los Jubileos, el Libro de Enoc o los Testamentos de los Patriarcas, entre otros.
- Textos exegéticos, como los comentarios (pehsarim) a varios libros de la Escritura.
- Libros propios de la comunidad que produjo estos documentos, como reglamentos y oraciones propias, entre los cuales destacan el Documento de Damasco (4QD, 5QD, 6QD) -documento que ya se conocía desde 1896, cuando fue descubierto en el depósito (Guenizá) de una sinagoga, en una versión manuscrita por los karaitas del siglo IX,- la Regla de la Comunidad (1QS, 4Q257) y el Rollo de los Himnos (Hodayot).
- Un rollo de cobre con cuestiones contables y relativas a la localización de determinados tesoros.

En el año 2010 se concretó un proyecto entre la empresa Google y la Autoridad de Antigüedades de Israel, con un costo de 3,5 millones de dólares, con el objetivo de digitalizar los 3000 fragmentos del documento, los que están disponibles en Internet. Incluye además traducciones de los textos a varios idiomas.
El 26 de septiembre de 2011, el Museo de Israel lanzó su proyecto digital de los Manuscritos del Mar Muerto, que permite a los usuarios explorar estos antiguos manuscritos bíblicos con un nivel de detalle imposible de alcanzar hasta ese momento.

## Comunidad de Qumrán

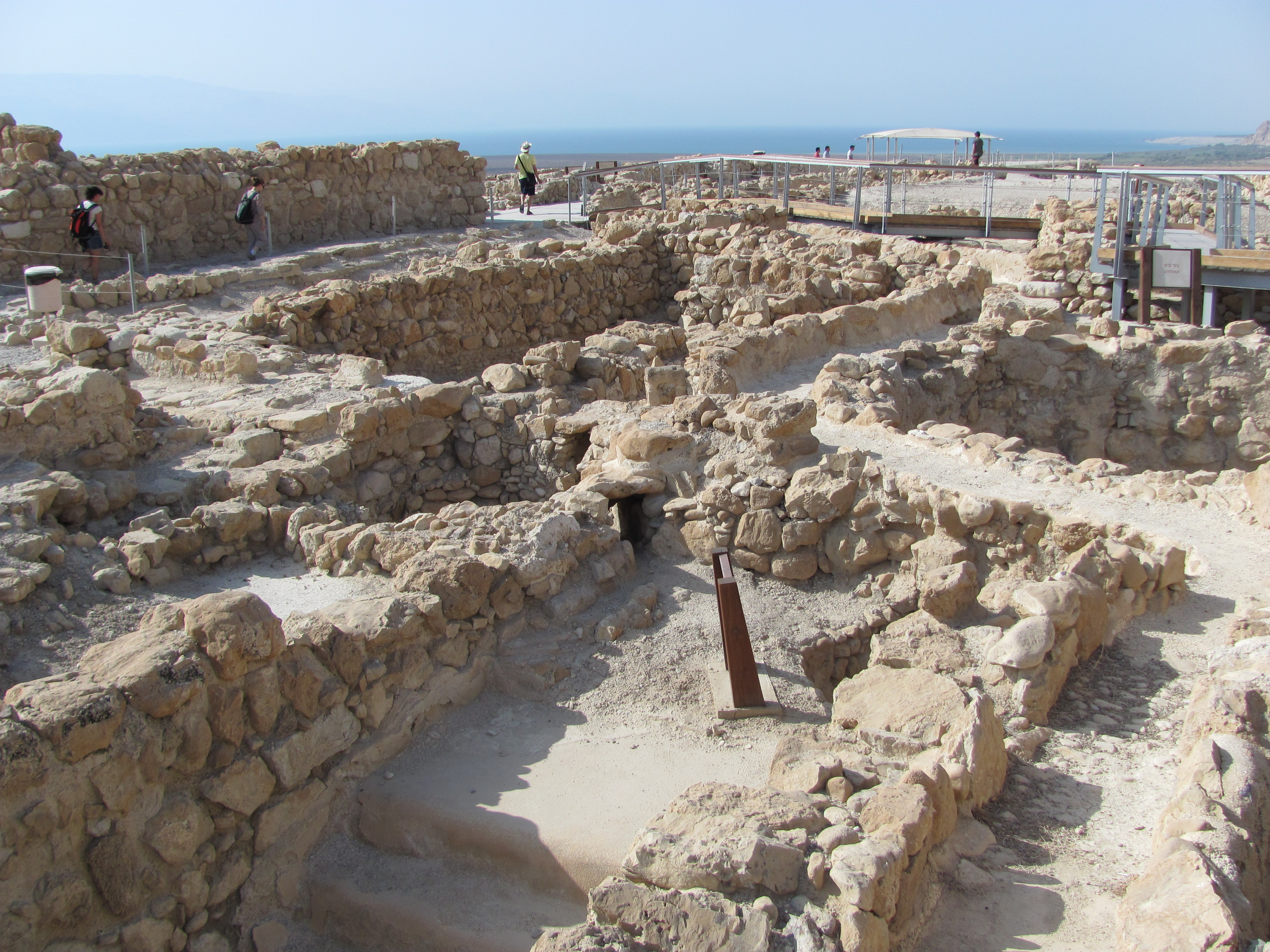
Ruinas de Qumrán.

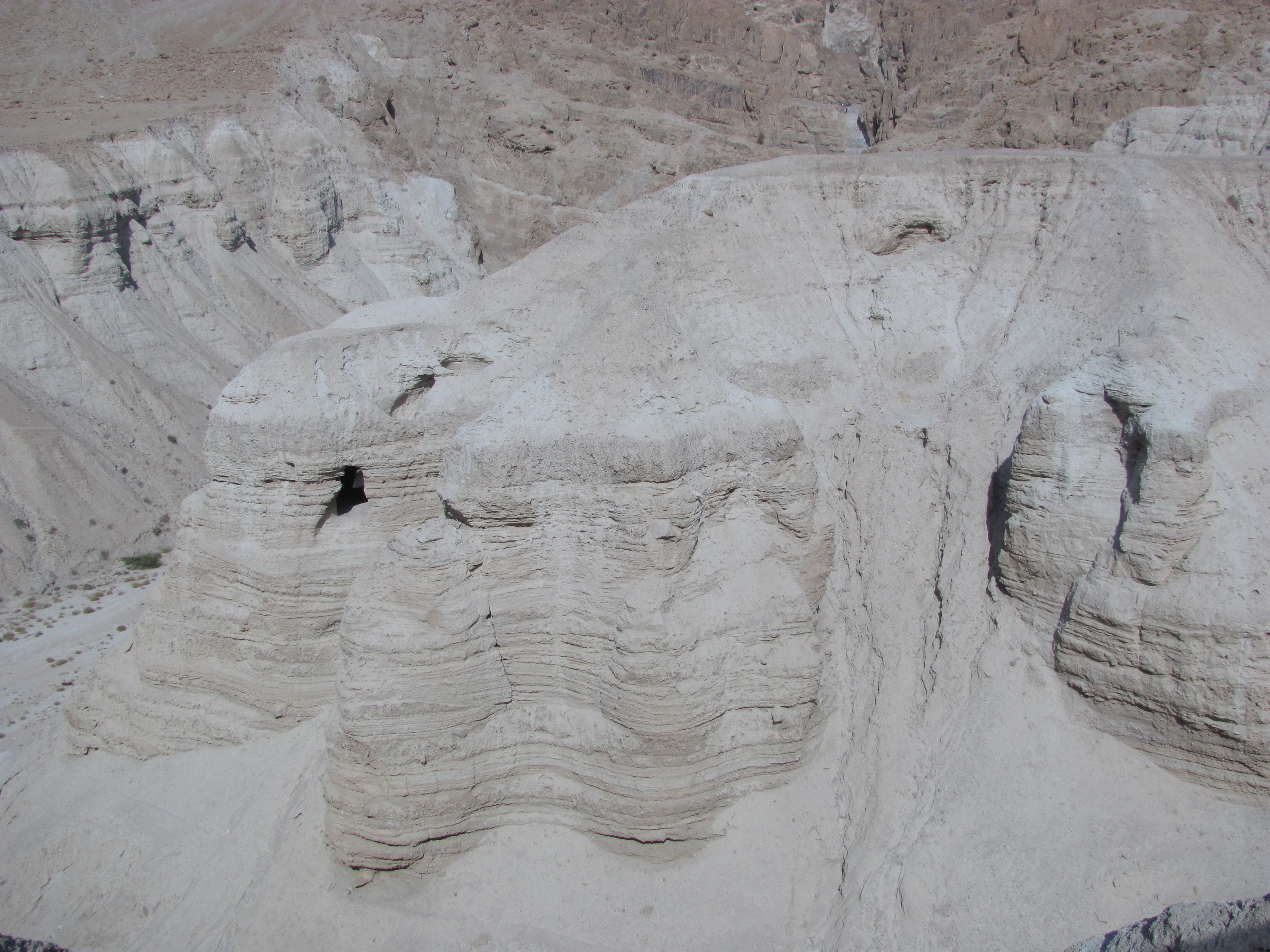
Cuevas cercanas a Qumrán, donde fueron hallados los manuscritos del Mar Muerto.

Florentino García Martínez, uno de los principales estudiosos de los manuscritos, escribió que, con la única excepción del rollo de cobre, estos textos forman parte de una "biblioteca sectaria", pues los rollos forman un conjunto articulado de concepciones teológicas, escatológicas, morales y éticas. Las normas de la comunidad citan y hacen referencia a todos los textos bíblicos y parabíblicos encontrados en el mismo lugar, mostrando que los autores se consideraban intérpretes legítimos de los textos inspirados que están en su biblioteca. El uso del antiguo calendario solar hebreo por la comunidad, diferente del oficialmente vigente en el siglo I d. C., distingue a la comunidad que habitaba en Qumrán de otras corrientes judías, como los fariseos y saduceos.
Las concepciones de los miembros de esta comunidad chocan con las de los poderes sociales. En el comentario de Habacuc (1Qp Hab VII:2-5), rendir culto a la "reina del cielo" se considera sinónimo de idolatría, tal como lo expone Jeremías 7:18 acerca del culto a la "reina del cielo": “Los hijos recogen leña, los padres prenden fuego, las mujeres amasan para hacer tortas a la reina del cielo y se liba en honor a otros dioses para exasperarme”.
El Documento de Damasco (IX:1-6,9) insiste en que no se debe tomar venganza y sólo Dios puede vengar: “No te harás justicia por tu mano” (cf. Testamento de Gad 6:10). Contra el derecho de gentes romano y la propia costumbre del Antiguo Testamento, el Documento de Damasco declara: "Ninguno extienda su mano para derramar sangre de alguno de los gentiles por causa de riqueza o ganancia, ni tampoco tome nada de sus bienes" (XII:6-7).
Por eso, a diferencia del nacionalismo de los zelotes, la secta de Qumrán no ve en el establecimiento nacional judío oficial una alternativa contra Roma. Otro escrito de Qumrán (1Q27:9-10) dice:

¿No odian todos los pueblos la maldad? Y sin embargo todos marchan de su mano. ¿No sale de la boca de todas las naciones la alabanza a la verdad? y sin embargo ¿Hay acaso un labio o una lengua que persevere en ella? ¿Qué pueblo desea ser oprimido por otro más fuerte que él? ¿Quién desea ser despojado abusivamente de su fortuna? Y sin embargo ¿cuál es el pueblo que no oprime a su vecino? ¿Dónde está el pueblo que no ha despojado la riqueza de otro?

La idea que se saca de la lectura de estos manuscritos coincide bastante bien con la forma en que los autores antiguos describen a los esenios, por lo que la mayoría de los autores piensan que los habitantes de Qumrán pertenecían a esta secta.

## Relaciones con el cristianismo
El estudio del contenido y significado de los Manuscritos del Mar Muerto muestra un judaísmo diferente al judaísmo rabínico posterior (más afín a la secta de los fariseos), pero que, al mismo tiempo, tiene varias coincidencias con el cristianismo. Puesto que los manuscritos son contemporáneos a Jesús de Nazaret y a sus primeros discípulos, el estudio de estos es de gran utilidad para entender el nacimiento del cristianismo en el interior del judaísmo.
De acuerdo con el Documento de la Pontificia Comisión Bíblica «El Pueblo Judío y sus Escrituras Sagradas en La Biblia Cristiana» (2001), nros. 12-13:

La expresión más clara del modo como los contemporáneos de Jesús interpretaban las Escrituras aparece en los manuscritos del Mar Muerto, manuscritos copiados entre el siglo II a. C. y el año 60 d. C., en un período bien próximo al del ministerio de Jesús y de la formación de los Evangelios. (...) Desde el punto de vista de la forma y del método, el Nuevo Testamento, en particular los Evangelios, presenta grandes parecidos con Qumrán en el modo de utilizar las Escrituras. (...) El uso similar de la Escritura deriva de una perspectiva de base parecida en las dos comunidades, la de Qumrán y la del Nuevo Testamento. (...) Una y otra tenían la convicción de que la plena comprensión de las profecías había sido revelada a su fundador y transmitida por él: en Qumrán, "el Maestro de Justicia"; para los cristianos, Jesús.

Durante un tiempo, varios autores mantuvieron que el cristianismo tuvo un origen esenio (y, por lo tanto, probablemente qumramita). Se identificaba a Jesús de Nazaret con el Maestro de Justicia que fundó la congregación esenia autora de los manuscritos. Según esta corriente, Jesús habría celebrado la última cena el día de la Pascua judía según el calendario de Qumrán. Esto, en teoría, resolvería los problemas de datación que se dan si se comparan las versiones de Mateo, Marcos y Lucas con la de Juan. Lo cierto es que no hay ninguna evidencia de todo esto.
Una posición menos extrema es la que considera que los manuscritos y especialmente la corriente espiritual y el testimonio de vida de los autores de los Manuscritos del Mar Muerto fueron una fuente del cristianismo primitivo y prepararon en el desierto el camino de Jesús. No sería extraño pensar que Juan Bautista, cuyo ministerio se pone en las cercanías de Qumrán, hubiese sido miembro, aunque solo es una teoría.
En cualquier caso, lo que está fuera de discusión es la afinidad con algunas ideas aparecidas posteriormente en el Evangelio de Juan y otros libros del Nuevo Testamento. Diferentes escritos de Qumrán enfatizan temas claves resaltados por Jesús y los cristianos:
- la Nueva Alianza (Documento de Damasco VI:19 Mateo 26:28);
- la venida del Hijo del Hombre, el Hijo de Dios, llamado Hijo del Altísimo (4Q246), que expiaría por los pecados de los demás (4Q540; Documento de Damasco XIV:19);
- el Mesías engendrado por Dios (1Q28a) y a la vez Siervo Sufriente (4Q381, 4Q540);
- el Espíritu Santo (1QHa XX; Documento de Damasco II:12, VII:4, 4Q267);
- el "Pozo de Agua Viva" (1QHa XVI);
- el bautismo, tiempo en el desierto después de la conversión (4Q414);
- la Cena Sagrada de pan y vino (1Q28a; 1QS VI);
- el sacerdocio de Melquisedec y su identificación con el Mesías (11Q13; Hebreos 7);
- el rechazo a todo celo por la riqueza material (Regla de la Comunidad XI:2 con Lucas 16:4; 4Q267,2,II con 1Timoteo 6:10).
- la condena del saqueo y la explotación (4Q267,IV; 4Q390);
- los hijos de la Luz (Regla de la Comunidad III:13, 4Q260);
- la justificación por la Fe y la salvación por la Gracia (1QH V; 11Q5 XIX);
- la humildad y pobreza de espíritu (1Q33 XIV; 4Q491) ("bienaventurados los humildes" (Mateo 5:3-4, 11Q5, 1QHa VI), "responder humildemente al arrogante" (Mateo 5:40));
- la caridad, el amor y necesidad de compartir (4Q259 III; 4Q267 18 III);
- la imperfección de los juicios humanos (en contraste con la Justicia divina) y el rechazo a la venganza humana (4Q269 Romanos 12:17, 19, 21); "no dar a un hombre la recompensa del mal", ni hacer justicia por cuenta propia (Documento de Damasco IX:9, 4Q269) sino responder al mal con bien (Regla de la Comunidad X:17-18, 4Q258);
- el perdón para quien se convierte (Regla de la Comunidad X:20);
- la corrección fraterna mutua (1QS V; 5Q12 Mateo 18:15-17);
- la confesión (Santiago 5:16);
- la enmienda mejor que sacrificio de animales (1QS IX);
- la caída de los reyes de la tierra (1QM XI);
- el Tiempo del Juicio, la Nueva Jerusalén (2Q24; 5Q15);
- la comunidad de amor (1QS II) y fe como templo de Dios;
- el rechazo al repudio de la esposa (Documento de Damasco IV:21; 4Q271);
- la condena de interpretaciones "fáciles" (4Q169) de la Palabra de Dios y rechazo a cambiar la Palabra de Dios por las tradiciones humanas (Mateo 15:3-9);
- la denuncia de la hipocresía de los fariseos (1QHa XII) y de las prácticas de los saduceos (1Q14; 4Q162):

Ellos buscaron interpretaciones fáciles, escogieron ilusiones, buscaron brechas; eligieron el cuello hermoso, justificaron al culpable y condenaron al justo; transgredieron la alianza, quebrantaron el precepto, se unieron contra la vida del justo, su alma aborreció a todos los que caminan con rectitud, los persiguieron con la espada y fomentaron la disputa del pueblo. (Documento de Damasco I:18-21, 4Q267);
- la creencia en la resurrección (1QH 1:29,34; 4Q521).